# Guadeloupe
16°15′56″N 61°32′40″V / 16.26556°N 61.54444°V
Guadeloupe er et fransk oversøisk departement i Caribien (DOM-ROM) bestående
af en række øer med et samlet areal på 1.628 km². Øgruppen har 400.736 indbyggere
og tilhører de Små Antiller. Øgruppen består af øerne Basse-Terre, Grande-Terre,
la Désirade, Marie-Galante samt les Saintes. 10 % af arealet udgøres af nationalparken Parc national de la Guadeloupe og havreservatet Grand Cul-de-Sac Marin Nature Reserve.
Den 7. december 2003 valgte beboerne på Saint-Barthélemy og Saint-Martin, for en status
som en fransk kollektivitet (COM) adskilt fra Guadeloupe.
Valget blev ratificeret ved lov den 21. februar 2007.
Guadeloupe var en svensk besiddelse 1813-1814.

## Historie
- 1493- Christofer Columbus ankomst på øen der får navnet ” Santa Maria de Guadalupe de Estremadura ». Øgruppen Guadeloupe var oprindelig beboet af Arawak – indianske krigere – Dertil kom Kariberne folket, der oprindelig boede i Venezuela og siden spredte sig over Caribien.
- 1635- Start af kolonitid. Charles Liènard de l'Olive et Jean du Plessis d'Ossonville besætter øen til fordel for den franske, amerikanske øer kompagni (Compagnie française des îles de l'Amérique).
- 1674- Guadeloupe bliver en del af det franske kongerige og hører under Martinique.
- 1685- ”Den sorte kode”: Slaveriet bliver regulariseret og institutionaliseret med mange regler og begrænsninger, hvor slaven bliver defineret som « bien immobilier » (gods ejendom). Hovedmagten er lagt hos militæret, der samler samtlige myndigheder.
- 1759 til 1763- Englænderne besætter og beholder øen til Paris Traktat « Traité de Paris » undertegnelse.
- 1775- Guadeloupe bliver adskilt fra Martinique men forbliver under den guvernørs jurisdiktion fra « Iles du vent » [1].
- 4. februar 1794- Konventionens styre[2] under den franske revolution, stemmer for slaveriets afskaffelse.
- April 1794- Englændernes ny besættelse af Guadeloupe.
- Juni 1794- Victor Huges, fransk kommissær på øen for den nye republik befrier øen ved at love slaverne deres frigørelse.
- April 1802- Den første Konsul, Napoleon Bonaparte sender et ekspeditionskorps fra Brest med hensigt at genoprette slaveriet. General Ripepance leder ekspeditionen, samt generalerne Dumoutier og Gobert og cheferne Merlen, Cambriels, Brunet, Pillet og Gremier.
- Den 20. maj 1802 er slaveriet genindført.
- 16. juli 1802- Lov fra den 4. februar 1794 er ophævet. Antal af population hos slaverne var på 102.989 mennesker.
- 1808- Antal af population hos slaverne var på 122.895 mennesker.
- Marts 1808- Englænderne besætter Marie-Galante under kaptajn Pigots ledelse.
- Februar 1810- General-Kaptajn Ernouf underskriver overgivelse foran englænderne.
- 30. marts 1814- Paris fredtraktat mellem Frankrig og England der afleverer Guadeloupe tilbage til Frankrig.
- Juli/august 1815- Englænderne besætter Les Saintes, Marie-Galante et Guadeloupe.
- April 1816- Vienne traktat, og Guadeloupe er tilbage til franskmændene.
- 28. december 1826- Udnævnelse af de første departementsrådsmedlemmer.
- 2. november 1830- Den moralske frigørelse af den frie farvede population er bekendtgjort, og den opnår de samme rettigheder som den hvide population.
- Juli 1839- Armand BARBES en guadeloupéen, fører en kamp i Paris for slavernes frigørelse, men bliver dømt til døden af Louis-Philippe efter et mislykkedes forsøg på besættelse af Paris rådhuset. Hans dom bliver « formildet » til (travaux forcés) livsvarig fængsling på grundlag af Victor Hugos indgreb.
- 8. februar 1843- Et jordskælv rammer øen, ødelægger Point à Pitre og efterlader 3000 ofre.
- Oktober 1845- En folketælling afslører en population på 129.109 indbyggere, der indeholdt 41.357 fri mennesker og 87.752 slaver.
- Den 24. februar 1848 dannes en ny regering i Frankrig (Den 2. republik).
- Den 27. april 1848 bekendtgør regeringen en serie af dekreter, som giver 72.000 slaver fri mand status. Her afskaffes altså slaveriet.
- 1852: Indførsel af « l'octroi de mer » (konsumptionsafgift, sundtold), takst modtages for hver indsejling i Caribiske Hav … Den findes den dag i dag.
- 1857- Begyndelse på den afrikanske indvandring.
- 1859- Begyndelse på den asiatiske indvandring.
- 25. april 1871- Guadeloupe er repræsenteret for første gang i det franske parlament med to medlemmer.
- Marts 1878- Saint Barthelemy hører under Guadeloupe ifølge traktaten af 10. marts 1877.
- April 1879, folketælling viser en population på 174.231 mennesker.
- 1936- Felix Eboué er udnævnt guvernør af den venstrestyret ”Front Populaire”. Han er den første udnævnt farvede guvernør i Guadeloupe.

Overgang til departement status:
Lov af den 19 marts 1946- Guadeloupe status er ændret fra Fransk koloni til fransk departement (DOM).
- 1961-1965- Selvstændighed politisk agitation og uroligheder.
- 1963: Oprettelse af BUMIDOM funktion.(Vandrings Bureau).
- 1963- Stiftelse af GONG, en nationalistiske bevægelse (Groupe d'Organisation Nationale de Guadeloupe)
- Maj 1967- Uroligheder i point à Pitre og konfrontationer med politi styrker volder mange dødsfald.
- 1982- Guadeloupe får status af fransk oversøisk region (ROM) i lighed med de 25 andre regioner i Frankrig.
- 1983- Dannelse af regional forsamlingen på Guadeloupe.
- 16. september 1989- Cyklon ”Hugo” hærger øen.
- 2003- Guadeloupe, Saint-Barthélemy og Saint-Martin stemte om hvorvidt de ønskede at blive et Oversøisk kollektivitet og da Guadeloupe stemte imod med ca 73 % af stemmere og de 2 andre øer stemte for, så blev de 3 øer adskilt.

## Links
- Den sorte kode (fr) - Le Code Noir
- Webcam direkt fra La Souffrière Arkiveret 21. maj 2007 hos  Wayback Machine

## Reference
1. ↑  Iles du vent (passatstrøg / ø direkte udsat for Passatvinde) og îles sous le vent (ø i læ for passatvinde), var brugt af kolonisterne for at adskille de to store øgrupper i Antillerne:
  - Iles du vent: Små Antiller øerne. På spansk, Barlovento og engelsk, Windward Islands.
  - Iles sous le vent: Øerne fra Santa Margarita til Aruba. På spansk, Solavento og engelsk, Leeward Islands
2. ↑  I Frankrig, den nationale konvention (Convention Nationale), er det navn man gav til den valgte forsamling
der efterfulgte den lovgivende forsamling (Convention Législative) under den Franske Revolution,
og som varede fra den 20. september 1792
til den 26. oktober 1795. Dens mål var at forny landets institutioner der var blevet brøstfældige.